# 青空 (アルバム)
『青空』（あおぞら）は稲田光穂のjunior size名義でのアルバム。2002年3月8日発売。
発売元はベラ・ボー エンタテインメント。

## 内容
2000年に「私になる」でデビューを果たし、その後アルバム制作を発表していながらも紆余曲折あり、2年経ってようやく発表された1stアルバム。まだこのアルバムが発売されていた頃は原宿の路上で「あなたのために曲を作ります」という路上活動をしていた。ジャケットには最近では見かけなくなった「てんとう虫」の形をした「虫ラジオ」が使われている。
また、歌詞カードは最近では珍しい地図タイプのものである。
レコード店のフリーペーパーではこれがインディーズベストと紹介していることがあった。
本人曰く曲をレコーディングした順でまとめたものである。
これまでにシングルで発表されていた手のひらにのB面「君の空に」、私になるのB面「こわれもの」、バイバイ/虹色の3rdトラック「虹色～One heart, one World～」、4thトラック「思い出は静かに」、コンピレーションに収録の「つながるきもち」、「スプーン」、優香作詞の「この恋届きますように」は収録されなかった。
なお、当時発売されたものは全て完売し、現在本人や、前所属のホリプロにも在庫が無いために、彼女の音源の中では最も入手が難しい音源の一つともなっている。

## 収録曲
1. 淡い夢
最初に録音されたと言う楽曲。実はクリスマスソングであることが本人の口から明かされている。
2. 私になる
デビューシングル。現在までにライブでは定番で、junior size名義での最後のライブでも最後に演奏された。
3. かけがえのないもの
池袋サンシャイン国際水族館イメージソング。シングル「私になる」では歌詞を水族館風にしたaquarium versionが収録されている。
4. 想いは空へ
5. 手のひらに
2ndシングル楽曲。このメロディーで優香の歌詞をつけたものが「この恋届きますように」である。こちらはエンディングでフェイドアウトするが、この恋～ではエンディングが付いている。2007年復活ライブのアンコールとしても用いられ、本人が準備したわけでもないにもかかわらず、ペンライトによるハンドワイパーが行われた。
6. 独り言
2ndシングルの3rdトラック。
7. バイバイ
3rdシングルで「虹色～One heart, one World～」と両A面で発表された。
8. 走れ！女の子！
3rdシングルの2ndトラック。
9. 夏の日☆キラキラ
10. それはね
11. 青空
タイトル楽曲。本作では珍しい一人称が僕の楽曲でピアノの弾き語り曲である。

- 作詞:稲田光穂(#1～11)
- 作曲:稲田光穂(#1～11)
- 編曲:五十嵐IGAO淳一(#1)、鈴木Daichi秀行(#2,3,4,5,6,7,8,9,10)、石崎光(#11)